# Tekken 7
Tekken 7 er et spil til Playstation 4, Xbox One, og Microsoft Windows.

## Tilbagevendende figurer
- Alisa Bosconovitch
- Anna Williams (DLC)
- Armor King (DLC)
- Asuka Kazama
- Bob
- Bryan Fury
- Craig Marduk (DLC)
- Devil Jin
- Eddy Gordo
- Elisa
- Feng Wei
- Ganryu (DLC)
- Heihachi Mishima
- Hwoarang
- Jin Kazama
- Julia Chang (DLC)
- Kazuya Mishima / Devil Kazuya
- King
- Kuma
- Kunimitzu (DLC)
- Lars Alexandersson
- /  Lee Chaolan / Violet
- Leo
- Lei Wulong (DLC)
- Lili
- Ling Xiaoyu
- Marshall Law
- Miguel Caballero Rojo
- Nina Williams
- Panda
- Paul Phoenix
- Sergei Dragunov
- Steve Fox
- Yoshimitsu
- Zafina (DLC)

## Nye figurer
- Katarina Alves
- Claudio Serafino
- Lucky Chloe
- Shaheen
- Josie Rizal
- Gigas
- Jack-7
- Kazumi Mishima / Devil Kazumi
- Akuma
- Master Raven
- Geese Howard (DLC)
- Noctis Lusis Caelum (DLC)
- Negan (DLC)
- Leroy Smith (DLC)
- Fahkumram (DLC)
- Lidia Sobieska (DLC)